# Vang (Hedmark)
Vang ist eine Ortschaft in der norwegischen Kommune Hamar im Fylke Innlandet. Bis 1991 war Vang eine eigenständige Kommune mit der Nummer 0414 und zuletzt 9.103 Einwohnern. Vang bzw. Hamar befanden sich ursprünglich im Fylke Hedmark, das am 1. Januar 2020 mit Oppland zu Innlandet zusammengeschlossen wurde. Während Hamar bis 1848 ein Ortsteil von Vang war, ist nun Vang eine Kirchengemeinde (Sogn) innerhalb von Hamar. Da Vang kein abgrenzbares dichtbebautes Gebiet (Tettstad) mehr ist, erfasst das Statistisk sentralbyrå für Vang keine Bevölkerungszahlen mehr.
Der Süden von Vang ist seit alters her ein dicht besiedeltes und landwirtschaftlich intensiv genutztes Gebiet auf einer Seehöhe von circa 500 moh. Nach Nordwesten steigt das bewaldete Gelände bis auf 920 moh an. Die das Ortszentrum definierende achteckige Vang Kirke wurde 1810 erbaut, nachdem die aus dem 12. Jahrhundert stammende Vorgängerkirche abgebrannt war.

## Geografie
Vang liegt an der Ostseite des Mjøsa-Sees und nordöstlich des Zentrums von Hamar. Die südlicheren Gebiete sind „hügelig und flach“ und „gehören zu den dicht besiedelten und fruchtbaren Dörfern von Hedmarken.“ Vom Seeufer aus steigt das Land sanft nach Osten und Norden an und erreicht schließlich mit dem Raudfjellet auf der Hochebene Hedmarksvidda eine Seehöhe von 920 moh. Dieser nördliche Teil ist von Wald und Sümpfen geprägt und weist nur wenige Siedlungen auf.
Insgesamt befinden sich 93 Prozent der Fläche der Gemeinde Hamar auf dem 1992 eingemeindeten Gebiet von Vang (Hamar: 351 km², Vang 327 km²).

## Bevölkerung
| Jahr  | Bevölkerung | Umgliederung | An/Von    | Fläche km² | Quelle            |
| ----- | ----------- | ------------ | --------- | ---------- | ----------------- |
| 1847  | 8845        |              |           |            | [ 4 ]             |
| 1848  | 7820        | -1025        | Hamar     |            | [ 4 ]             |
| 1875  | 8363        |              |           |            | [ 5 ]             |
| 1878  |             | 00-138       | Hamar     |            | [ 4 ]             |
| 1890  | 9493        |              |           |            | [ 4 ]             |
| 1891* | 5703        | -3790        | Furnes    |            | [ 4 ]             |
| 1891* | 4844        |              |           |            | [ 6 ] [ 3 ]       |
| 1900  | 5703        |              |           |            | [ 3 ]             |
| 1902  |             |              |           | 314,9      | [ 3 ]             |
| 1910  | 6388        |              |           |            | [ 7 ]             |
| 1918  | 7564        |              |           |            | [ 8 ]             |
| 1920  | 8767        |              |           |            | [ 9 ] [ 7 ] [ 1 ] |
| 1921  |             |              |           | 314,9      | [ 8 ]             |
| 1928  |             |              |           | 315,3      | [ 1 ]             |
| 1930  | 9828        |              |           |            | [ 9 ]             |
| 1945  |             |              |           | 329,5      | [ 9 ]             |
| 1946  |             | -4087        | Hamar     |            | [ 4 ]             |
| 1951  | 6745        |              |           |            | [ 10 ]            |
| 1956  |             | 000-24       | Stange    |            | [ 4 ]             |
| 1961  | 7.758       |              |           |            | [ 10 ]            |
| 1967  |             | 000+64       | Ringsaker |            |                   |
| 1971  | 8881        |              |           |            | [ 10 ]            |
| 1981  | 8850        |              |           |            | [ 10 ]            |
| 1991  | 9103        |              |           | 327,0      | [ 10 ] [ 2 ]      |
| 1992  | 00000       | -9103        | Hamar     |            | [ 4 ]             |

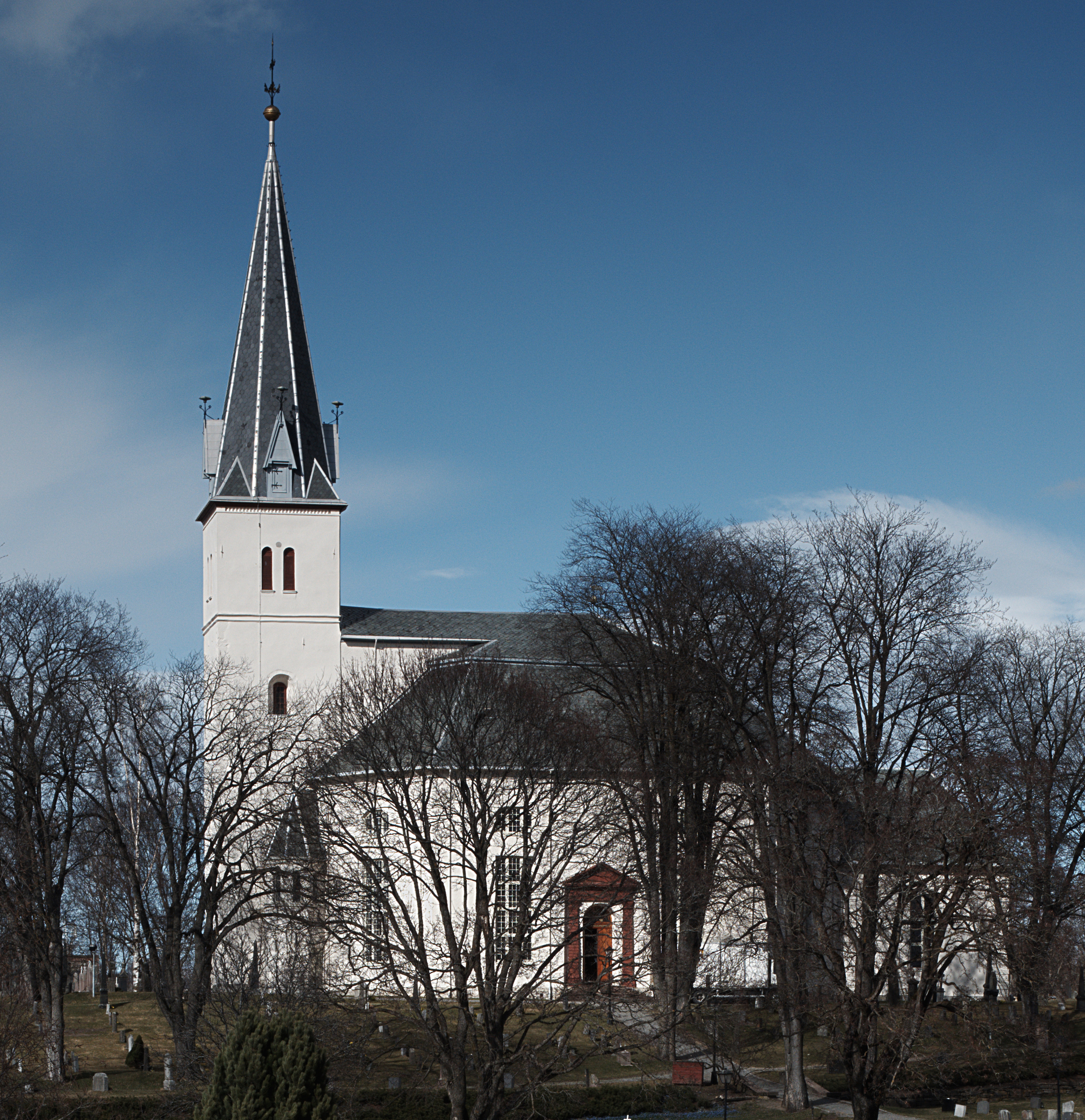
Die achteckige Kirche von Vang

* Die verschiedenen Angaben für 1891 gehen beide auf offizielle Quellen zurück und konnten nicht weiter aufgeklärt werden.
Vang wurde durch die Formannskapslovene von 1837 als Herredskommune eingerichtet und umfasste das Gebiet der jetzigen Kommune Hamar und der zu Ringsaker gehörenden Kirchengemeinde Furnes. Als Hamar 1848 als Kjøpstad neu gegründet wurde (die Stadt war im Dreikronenkrieg 1567 zerstört und später aufgegeben worden), geschah dies durch die Ausgliederung aus Vang unter „Mitnahme“ von 1025 Bewohnern. 1891 wurde auch der Ort Furnes eine eigenständige Kommune mit 3790 Einwohnern (die 1964 wieder nach Ringsaker eingemeindet wurde).
Im 20. Jahrhundert verlor Vang durch Grenzanpassungen weitere Bewohner nach Hamar, Ringsaker und Stange; vor allem 1946, als etwa die Hälfte der Einwohner nach Hamar überstellt wurde. Zum 1. Januar 1992 wurde die Gemeinde schließlich ganz aufgelöst, alle 9103 Einwohner und 327 km² gingen in Hamar auf. (Wegen dieser bedeutenden Änderung erhielt Hamar die neue Kommunenummer 0403 zugewiesen, anstelle der bisherigen 0401.) Vang ist aber noch eine eigenständige Kirchengemeinde.

## Wirtschaft

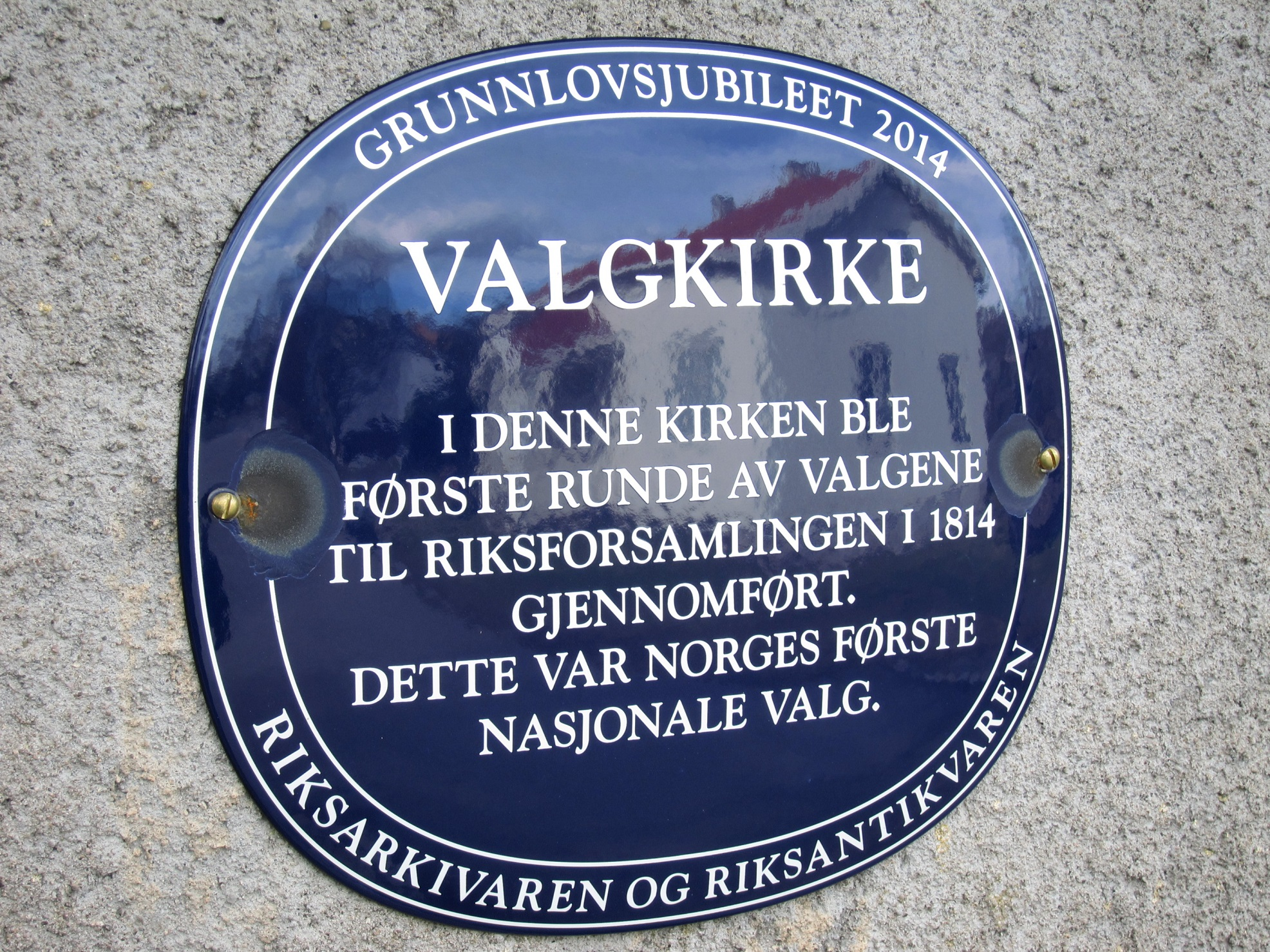
Erinnerung an die Valgkirke von 1814

Salmonsens Konversationsleksikon von 1928 enthält Angaben über die damalige Landnutzung: „Die Haupteinnahmequelle ist der Ackerbau. Von der Fläche sind 43,1 km² Ackerland und Wiesen, 129,5 km² Wald, km² Süßwasser; der Rest ist Ödland und Sumpf.“ Während das Ackerland sehr fruchtbar sei, wird der Wald als „teilweise schlecht“ bezeichnet. An Industrieanlagen gab es damals „Mühlen, Sägewerke, Hobelwerke, Saatgutmühlen, Kalköfen, mechanische Werkstätten, Metallwerke und mehrere Brennereien.“

## Vang Kirke
Die auch als Hedmarkskatedralen bezeichnete, auf das 12. Jahrhundert zurückgehende, Kirche ist architektonisch und geschichtlich interessant. Der Neubau wurde 1810 von Abraham Pihl mit oktogonalem Grundriss errichtet. Er diente 1814 als Valgkirke, in der die Vertreter des Amts Hedemarken für die Reichsversammlung in Eidsvoll gewählt wurden.

## Etymologie
Vang, altnordisch vangr, war ursprünglich der Name der Kirchengemeinde und wurde später auf die Herredskommune übertragen. Der Name bedeutet „grasbewachsene Ebene“ und bezeichnete zuerst den Versammlungsplatz außerhalb der Kirche und später die Kirche selbst.

## In Vang geborene Persönlichkeiten
- Ole Edvard Antonsen (* 1962), Trompeter.
- Claus Bendeke (1763–1828), Inspektor in Grönland.
- Arne Busterud (1904–1961), Skispringer.
- Andreas Zeier Cappelen (1915–2008), Politiker der Arbeiderpartiet und Minister.
- Amalie Christie (1913–2010), Pianistin und Anthroposophin.
- Olaf Dufseth (1917–2009), Nordischer Kombinierer.
- Hjalmar Falk (1859–1928), Linguist und Philologe.
- Leif Flengsrud (1922–2009), Radrennfahrer.
- Andreas Molbech Lund (1749–1820), Kaufmann und Inspektor in Grönland.
- Gina Regland-Sigstad (1927–2015), Skilangläuferin.
- Martin Rønne (1861–1932), Polarfahrer.
- Hanna Winsnes (1789–1879), Schriftstellerin.